# Torre dei Conti
La torre dei Conti è una torre medievale di Roma.
È situata in largo Corrado Ricci, presso via dei Fori Imperiali, nel rione Monti, sull'area di un antico tempio dedicato alla dea Tellus.

## Storia
Un primo nucleo fortificato fu eretto nell’858 da Pietro dei Conti di Anagni sopra una delle esedre del portico del tempio della Pace, e rivestito con travertino asportato dai vicini fori: oggi questo rivestimento non è più visibile perché a sua volta asportato per la costruzione di Porta Pia nel XVI secolo. Nelle sue Vite, Vasari attribuisce il «disegno» dell’edificio allo scultore e architetto Marchionne Aretino (il quale completò anche la “fabrica” di Santa Maria della Pieve ad Arezzo), citato da Vasari nella vita di Arnolfo di Cambio.
Nel 1203 furono effettuati lavori di ampliamento del primitivo fortiilizio a opera di papa Innocenzo III per la sua famiglia, i Conti di Segni (da cui il nome attuale), o secondo altre fonti da Riccardo conte di Sora, fratello di Innocenzo III. I lavori di costruzione terminarono «l’anno che Innocenzio III morì» (ossia il 1216).
In passato era nota anche come Torre Maggiore per via della sua mole (l'altezza originaria doveva essere di circa 50-60 metri, contro i 29 attuali), che colpì anche Francesco Petrarca, che la definì «Turris illa toto orbe unica».
Nel corso dei secoli vari terremoti colpirono la costruzione: in particolare a seguito del terremoto del 1349 la torre diventò inabitabile e fu abbandonata fino al 1620, quando fu ricostruita. Altri terremoti seguirono nel 1630 e nel 1644. Successive ristrutturazioni avvennero alla fine del Seicento sotto papa Alessandro VIII, con la costruzione dei due contrafforti di rinforzo.
L'apertura di via Cavour a fine Ottocento e quella di via dei Fori Imperiali in età fascista lasciarono la torre in posizione isolata rispetto alle altre costruzioni.

## Mausoleo di Alessandro Parisi
Nel 1937 la torre fu donata da Mussolini alla Federazione nazionale arditi d'Italia, che vi rimase fino al 1943.
Nel 1938 il salone del tempio della Pace, sulle cui mura perimetrali si sorregge la torre, fu adibito a mausoleo del generale degli arditi, e presidente della federazione, Alessandro Parisi, morto quell'anno in un incidente stradale. Le spoglie del generale sono tuttora conservate nella sala, in un sarcofago di epoca romana.